# Loi du 10 mars 1900 sur le contrat de travail
La loi du 10 mars 1900 sur le contrat de travail est la première loi qui témoigne en Belgique d’une avancée pour le mouvement ouvrier. Les ouvriers, souhaitant voir leurs conditions de travail s’améliorer, expriment une inlassable volonté de changement au travers d’émeutes et luttes sociales. Notamment sous l'impulsion des événements sociaux de 1886, des initiatives sont prises par le pouvoir politique. Progressivement on assiste à l’élaboration d’une véritable législation sociale.

## Contexte

### Contexte historique

#### La révolution industrielle
La révolution industrielle joue un rôle considérable dans la transformation des structures socioéconomiques de la société belge au XIXe siècle.
Cette révolution bouleverse les relations entre individus, le comportement des classes sociales, la place de chacun dans la société et modifie les conditions de la production. Le salariat devient au cours de cette période la condition de tous ceux qui ont mis leur force de travail au service d’une entreprise.

#### L’essor du mouvement ouvrier
L’émergence du mouvement ouvrier est lente et doit faire face à la difficulté de se structurer. Mais les énergiques revendications ouvrières portent leurs fruits. Les grandes émeutes ouvrières de mars 1886, produites par une exaspération sociale, sont l’impulsion nécessaire à l’élaboration d’une législation protectrice des travailleurs. Ces émeutes spontanées, souveraines et violentes marquent l’histoire sociale de leur empreinte.
L’organisation d’un mouvement ouvrier prend forme et se structure en 1885 par la création du Parti ouvrier belge.

### Contexte juridique

#### La situation juridique de l’ouvrier auXIXesiècle
La situation juridique de la classe sociale ouvrière est inégalitaire au XIXe siècle, peu de dispositions consacrent les relations entre ouvriers et patrons.
L’État belge est peu interventionniste en la matière, se refusant toute disposition légale prohibitive sous couvert de libéralisme. Les patrons ont le pouvoir de négocier les salaires, les conditions et le temps de travail.
Le Code civil belge est extrêmement bref dans le domaine et place expressément l'ouvrier dans une situation juridique inférieure. Quant aux coalitions, grèves et manifestations, elles sont expressément prohibées par le Code pénal.
L’ouvrier est juridiquement lié par l’obligation de posséder un livret ouvrier qui retrace l’ensemble de ses engagements et emplois. Le livret obligatoire constitue une arme aux mains du patronat permettant de contrôler les ouvriers, présumés fauteurs de troubles et porteurs de désordre dans la cité.
Cette situation juridique inférieure se dissipe progressivement à partir de la fin du XIXe siècle. La pression des événements et des groupes sociaux contraint le législateur à écrire le droit.

#### L’émergence de la législation sociale à la fin duXIXesiècle
Au milieu du XIXe siècle, on assiste à une prise de conscience de la situation des ouvriers mais les actions se révèlent trop peu courageuses.
Pourtant, à la suite des émeutes, la nécessité de protéger les plus faibles s’impose. Le message du discours du Trône de Léopold II, le 9 novembre 1886, est source d’une rupture avec la politique sociale antérieure : « La situation des classes laborieuses est hautement digne d'intérêt et ce sera le devoir de la législature de chercher, avec un surcroît de sollicitude, à l'améliorer. Peut-être a-t-on trop compté sur le seul effet des principes d'ailleurs si féconds de la liberté. Il est juste que la loi entoure d'une protection plus spéciale les faibles et les malheureux ».
L’interventionnisme timoré de l’État, qui se limitait jusqu'ici à prohiber les abus les plus scandaleux, est en phase de changer. Le gouvernement crée une Commission du travail qui s’intéresse à la situation ouvrière et propose des textes de lois[13]. Le législateur adopte une série de normes pour accorder une meilleure protection aux ouvriers.
Au travers de différentes réformes, les lois et règlements s’attaquent au principe de l’autonomie des volontés, donnant progressivement naissance à une nouvelle discipline juridique : le droit du travail. C’est le début de l'État-providence, c’est-à-dire que l’État prend en charge la protection sociale.

## La loi du 10 mars 1900 sur le contrat de travail

### Projet et élaboration de la loi
Le contrat de travail constitue la pierre angulaire des relations de travail. Les groupes politiques en perçoivent progressivement l’importance. Pendant plus de dix années, de nombreuses discussions s’engagent sur le projet de loi du contrat de travail. Les débats portent essentiellement sur la politique sociale et le rôle du droit civil dans l’organisation des rapports de travail.
La loi est finalement signée le 10 mars 1900 et publiée au Moniteur belge le 14 mars 1900.

### Contenu de la loi
La loi du 10 mars 1900 est l’une des premières mesures tentant de rétablir une forme d’égalité entre l’ouvrier et le patron dans les relations de travail.
L’expression contrat de travail fait son apparition en droit belge avec cette loi. Le contrat de travail se définit comme le louage de services de travailleurs manuels fournissant leurs prestations dans des usines, ateliers ou chantiers.
Le caractère manuel distingue le contrat de travail belge du contrat de travail français. En France, l’expression se comprend comme un louage de services plus général, qu’ils soient manuels ou intellectuels.
Le législateur reste attaché de façon indéfectible au principe de la liberté des conventions. Cette loi a essentiellement pour dessein d’éclairer les parties au contrat sur l’étendue de leurs droits et de leurs obligations par des règles supplétives conçues dans l’esprit du Code Civil.
Les principes fondamentaux de la loi sur le contrat de travail sont les suivants :
- la loi appartient au droit civil,
- la loi consacre l’égalité des parties,
- la loi est interprétative de la volonté des parties,
- l’usage supplée au silence des parties.

Les principaux concernés par la loi sont les ouvriers. La norme prévoit une protection en faveur de tous ceux qui exercent un travail sous direction, sous autorité et sous contrôle en moyennant rémunération.
L’épargne de la femme mariée et du mineur est également concernée. Les femmes peuvent conclure un contrat de travail avec autorisation de leur mari ou d’un juge de paix, et peuvent toucher un salaire à condition de l’affecter aux besoins du ménage.
En ce qui concerne son contenu, la loi consacre essentiellement les obligations qui incombent à l'ouvrier et au chef d'entreprise.
L’ouvrier est tenu :
- d'exécuter son travail en bon père de famille (être présent au temps et lieu convenus pour exécuter son travail, effectuer lui-même le travail promis, atteindre le travail convenu et exécuter le travail avec les soins requis d’un bon père de famille) ;
- d’agir conformément aux ordres et instructions du chef d’entreprise ;
- de respecter les convenances et bonnes mœurs ;
- de garder les secrets de fabrications ;
- de s’abstenir de tout ce qui pourrait nuire soit à sa propre sécurité ou à celle de ses compagnons et tiers.

Le chef d’entreprise est, quant à lui, tenu :
- de faire travailler l’ouvrier dans les conditions convenues ;
- de mettre à dispositions les outils et matières nécessaires à l'accomplissement de son travail ;
- de payer une rémunération aux conditions admises ;
- de donner à l’ouvrier le temps de remplir ses devoirs de culte ;
- de fournir à l’ouvrier un logement convenable et de la nourriture saine en cas d’engagement en termes de logement et nutrition ;
- de délivrer à l’ouvrier qui le demande un certificat lorsque l’engagement prend fin ;
- d’apporter à la conservation des outils appartenant à l’ouvrier les soins d’un bon père de famille ;
- de veiller à ce que le travail s’accomplisse dans des conditions convenables de sécurité et de santé ;
- d’observer et faire observer les bonnes mœurs et convenances lors de l’exécution du travail.

### Critiques adressées à la loi du 10 mars 1900

#### L’absence d’une définition de l’ouvrier
Aucun article ne définit expressément ce qu’est un ouvrier, le principal concerné par la loi pourtant. De nombreux recours en justice sont introduits à ce sujet, jusqu’à ce qu’une définition vague soit apportée.
L’ouvrier est celui qui, moyennant une rémunération, effectue un travail soit exclusivement manuel soit où l’élément manuel prédomine, sous la direction, l’autorité et la surveillance d’un chef d’entreprise.

#### Une protection minimale de l’ouvrier
La loi sur le contrat de travail prévoit une protection largement supplétive en faveur des ouvriers, c’est-à-dire que la loi ne s’exerce qu’en l’absence de volonté exprimée entre parties. L’ouvrier bénéficie de ce fait d’une protection légale minimale vis-à-vis de son employeur.
Les dispositions de la loi s’attachent à des principes généraux traditionnels : la liberté de travail et la liberté des contrats. Elles contiennent des règles dérogatoires et exceptionnelles ayant pour but la protection unilatérale des ouvriers.
À titre d’exemple, au sujet des délais de préavis, la loi se réfère à la volonté des parties, au règlement d’atelier ou à l’usage des lieux. Cette liberté octroyée à l'employeur incite de nombreux écarts quant à l’obligation de notifier un préavis. Il suffit de mettre en en vigueur un règlement d'atelier, n’exigeant pas de délai de préavis, pour contourner l’obligation.

### L’évolution de la loi sur le contrat de travail
La législation sociale poursuit son cours au XXe siècle.
Le 7 août 1922, une loi relative au contrat d’emploi entre en vigueur qui concerne les employés. Une distinction entre employé et ouvrier est ainsi introduite dans la législation belge.
Aucune définition n’est donnée aux termes « ouvrier » et « employé » dans les lois de 1900 et 1922. La doctrine et la jurisprudence s’attellent à trouver un critère permettant de distinguer les deux notions : « la distinction entre ouvriers et employés réside dans la nature manuelle ou intellectuelle du travail presté. Si le travail est principalement ou exclusivement intellectuel, le salarié est employé ; dans le cas contraire, il est ouvrier ».
La loi du 10 mars est modifiée successivement par la loi du 4 mars 1954 et la loi du 20 juillet 1960. Elle est ensuite abrogée par la loi du 3 juillet 1978 relative aux contrats de travail, qui consacre un seul contrat pour tous les travailleurs. Les statuts juridiques d’employé et d’ouvrier continuent pourtant à coexister.
Ces deux statuts bénéficient d’une protection différente, principalement en termes de délai de préavis, de jour de carence, de vacances annuelles, de paiement de salaire et de chômage temporaire. Les ouvriers bénéficient de délais de préavis moins longs car le législateur considère que les ouvriers n’ont pas besoin d’être protégés par de longs délais de préavis, puisqu’ils sont engagés sur chantier et retrouvent rapidement un emploi lorsque ce besoin se présente à eux.
Cette différence de traitement entre les deux types de travailleurs sera source d’une saga judiciaire, débutant vers la fin du XXe siècle, au sujet du rapprochement des statuts.
Malgré l’entrée en vigueur de la loi du 26 décembre 2013, force est de constater que la recherche d’égalité de traitement entre travailleurs et l’harmonisation totale entre les statuts n’a pas encore abouti aujourd’hui.